# Mesembrina ciliimaculata
Mesembrina ciliimaculata är en tvåvingeart som beskrevs av Fan och Zheng 1992. Mesembrina ciliimaculata ingår i släktet Mesembrina och familjen husflugor.
Artens utbredningsområde är Yunnan (Kina). Inga underarter finns listade i Catalogue of Life.